# Unione Sportiva Pergolettese 1932
L'Unione Sportiva Pergolettese 1932 S.r.l., meglio nota come Pergolettese, è una società calcistica italiana con sede nella città di Crema. Milita in Serie C, la terza divisione del campionato italiano.
Costituitasi nel 2012 a seguito del fallimento dell'Unione Sportiva Pergocrema 1932 e del cambio di sede, denominazione e colori sociali del Pizzighettone, è erede de facto della tradizione sportiva iniziata nel 1932 con la fondazione della primissima U.S. Pergolettese, poi trasformatasi più volte a seguito di fusioni, cessazioni, rifondazioni e cambio di ragione sociale.
Con 37 stagioni professionistiche disputate, la Pergolettese è la prima squadra cittadina: vanta tredici partecipazioni alla terza serie professionistica, con un decimo posto come miglior risultato. La Pergolettese è inoltre al primo posto - insieme alla Pro Vercelli - per quanto riguarda la classifica delle presenze nel campionato di Serie C2/Lega Pro Seconda Divisione, cui ha preso parte per 24 volte.

## Storia

### Le origini e il primo trentennio (1932-1966)
(Aldo Bertolotti, membro fondatore della Pergolettese)
Il 18 novembre 1932 all'osteria Il Pergoletto di Crema, su iniziativa di sette sportivi cremaschi (Attilio Braguti, Dante D'Adda, Felice Madeo, Edoardo Piantelli, Emilio Rebotti e Attilio Scarpini, coadiuvati dai commissari straordinari Francesco D'Adda e Aldo Bertolotti), viene fondata ufficialmente l'Unione Sportiva Pergolettese, espressione calcistica del rione cremasco del Pergoletto, squadra formata da calciatori amatoriali che inizia la sua attività nei tornei organizzati dai bar di Crema. Il primo presidente è Dafne Bernardi. La formazione, con maglie color giallo e calzoncini blu, aveva preso parte, già nel 1930 e nel 1931, al campionato ULIC di Prima Categoria del Comitato di Crema ed a vari tornei locali tra i quali le Coppe Marchese Zurla e Littorio. Le prime avversarie dei "canarini" (fin dall'inizio ai giocatori del Pergo viene attribuito tale soprannome) sono Bar Commercio, Trattoria Isolabella, Caffè Cremonesi, Bar Centrale e Borgo San Pietro.
Nell'annata seguente la Pergolettese prende parte alla Coppa della Vittoria e si iscrive al Campionato Cremasco organizzato dal Comitato ULIC di Crema riservato alle squadre dei Liberi. Arriva al secondo posto e batte la squadra ragazzi del Crema F.C. per 6-1 all'andata e 8-0 al ritorno.
Nella stagione 1935-1936 ed in quelle successive, i gialloblù partecipano al Campionato di Seconda Categoria Sezione Propaganda indetto dal Direttorio S.P. di Treviglio e non a quello di Crema perché, a causa dell'inizio della Guerra d'Etiopia, le squadre affiliate al Direttorio S.P. di Crema non erano sufficienti per organizzare il campionato e la FIGC fu costretta a chiuderlo d'ufficio.
Nel 1938, alla festa di fine anno, la società gialloblù invita l'ingegner Civita, presidente del Crema. Si instaurerà un rapporto di collaborazione che permetterà ai giovani talenti della Pergolettese a prendere parte ai campionati nazionali con la maglia bianconera cremina. Nella stagione 1939-1940 la Pergolettese vince il campionato cremasco di Seconda Categoria della S.P. Cremasca, arrivando davanti alla formazione Allievi del Crema, all'Ombrianese, alla Serio Everest di Crema ed alla G.I.L. Zappellese di Zappello. Nella stagione successiva vince la Coppa Bignami e nuovamente il campionato cremasco. Nella stagione 1941-1942 prende parte al campionato di Prima Categoria della S.P. Cremasca, vincendo il proprio girone. L'anno successivo si classifica al terzo posto. Le stagioni seguenti (dal 1943 al 1945) non vengono disputate per gli eventi bellici della Seconda guerra mondiale.

Il presidente Arnaldo Rimoldi

Il dopoguerra porta alla presidenza della Pergolettese Arnaldo Rimoldi. La squadra si iscrive subito al primo campionato di Prima Divisione organizzato dalla Lega Regionale Lombarda (l'attuale Comitato Regionale Lombardo della Lega Nazionale Dilettanti). Nell'annata 1953-1954 gioisce per la prima volta la società cremasca, grazie alla prima promozione ottenuta con il secondo posto in Prima Divisione. La permanenza in Promozione dura però solo l'arco di due stagioni. Retrocessa in Prima Divisione, nel frattempo diventata Seconda Categoria, la Pergolettese getta le basi per l'ascesa verso la Prima Categoria. Dopo diversi tentativi andati a vuoto, nel 1963 vince il proprio girone, arrivando prima con tre punti di distacco sulla seconda forza del campionato (la Polisportiva Credera). Un'annata trionfale, con una difesa che in 22 partite disputate ha subito solo 12 reti nell'intero corso della stagione.

### La promozione in Serie D e il professionismo (1966-1994)
I progressi della squadra cremasca sono notevoli e nella stagione 1966-1967 la Pergolettese trionfa in Prima Categoria e con un ruolino di marcia impressionante (48 punti, 59 gol fatti e solo 7 subiti) conquista la promozione in Serie D. Nella prima stagione in Serie D la Pergolettese affronta la Cremonese, nobile decaduta che qualche anno prima veniva affrontata solo in amichevole: il doppio confronto si concluse 1-1 all'andata e 2-2 al ritorno. La stagione si conclude con un ottimo secondo posto, proprio alle spalle della squadra grigiorossa. L'anno successivo è la volta del derby con il Crema: non si tratta di una "prima" in assoluto in quanto le due squadre si erano già incontrate in Prima Categoria nel 1962-1963. La gara finisce 0-0 all'andata mentre al ritorno il Pergo si impone per 2-0. Ancora un secondo posto, stavolta alle spalle del Seregno. La squadra rimane ad alti livelli.

La rosa del Pergocrema, stagione 1975-1976

Nel 1975, con la retrocessione del Crema in Prima Categoria, la Pergolettese diventa la prima squadra cittadina. Il presidente gialloblù Arnaldo Rimoldi decide di trasformare la sua squadra da espressione di un quartiere a baluardo dell'intera città di Crema cambiando la denominazione sociale in Unione Sportiva Pergocrema 1932.

Una formazione canarina del 1978-1979. Si riconosce Giorgio Veneri, quinto in piedi da destra

La squadra diventa così il simbolo sportivo della città e i risultati per la "nuova" formazione non tardano ad arrivare. Infatti, nel corso della seguente stagione, i gialloblù trionfano in serie D, vincendo il girone B. Il 30 maggio 1976, in un Voltini ribollente di passione, i gialloblù battono per 1-0 il Cantù con un gol di Aldo Algarotti e sono promossi in Serie C, approdando per la prima volta nella loro storia in un campionato professionistico. Dopo 10 campionati e 2 promozioni, Franco Papini lascia la guida della panchina gialloblù a Giorgio Veneri, mister che rimane sulla panchina canarina per 203 partite in sei campionati.
Il Pergo disputa i primi due tornei ben figurando in Serie C. Con la riforma dei campionati a livello nazionale, il Pergocrema viene declassato in Serie C2, ma dopo solo una stagione avviene il ritorno in terza serie, la C1, grazie alla vittoria del girone B nella stagione 1978-1979. Il primo anno di Serie C1 viene però ricordato per l'amara retrocessione che smorza gli entusiasmi iniziali.

Giorgio Veneri col presidente Erasmo Andreini

Per 18 anni la squadra cremasca rimarrà in Serie C2, tentando diverse volte il salto di categoria, senza però mai riuscirci.

### Il Cremapergo e il declino (1994-2000)
L'avvento dei fratelli Bianchi (già proprietari del Crema) alla testa dei canarini segnò l'inizio di un periodo difficile e controverso.
Nell'estate del 1994 la nuova proprietà tentò di attuare la fusione tra i club cittadini: le strutture societarie vennero unificate e il Pergocrema venne dunque ridenominato Unione Sportiva Cremapergo 1908, unendo i propri storici colori gialloblù alle tinte bianconere dei rivali concittadini. Il marchio del Crema continuò transitoriamente a connotare il proprio settore giovanile, che per qualche tempo rimase separato, per poi sparire del tutto.
La reazione della tifoseria fu negativa: allorché nella prima partita di campionato 1994-1995 il Cremapergo si presentò in campo vestendo una divisa bianconera, i supporters pergolettesi fischiarono e contestarono i giocatori. Analoghe proteste vennero anche dalla "curva" del Crema. La divisa fu poi sostituita dal giallonero.
Il disappunto della tifoseria si tradusse in una riduzione progressiva delle presenze di pubblico allo stadio Voltini, la cui curva sud rimase a più riprese deserta.
La società "unificata" andò incontro a un rapido declino: dopo alcuni campionati interlocutori, nel 1997-1998 il Cremapergo retrocesse sul campo in Serie D, salvo poi essere ripescato e mantenere la categoria. La discesa nei dilettanti giunse tuttavia appena un anno dopo, con l'ultimo posto nel girone rimediato nella stagione 1998-1999. La crisi si acuì nei due anni seguenti, ove i "giallo-blu-bianco-neri" vennero ulteriormente retrocessi in Eccellenza, dopodiché mancarono di pochi punti un'altra relegazione, stavolta in Promozione.
Frattanto la fusione era stata de facto annullata dalla rifondazione del Crema bianconero (i cui tifosi mai avevano accettato di seguire il Cremapergo), che nel 1995 ripartì dalla Terza Categoria provinciale.

### La rinascita e il ritorno fra i professionisti (2000-2012)
(Massimiliano Aschedamini, presidente del Pergocrema dal 2000 al 2005)
A questo punto interviene l'architetto Massimiliano Aschedamini che, insieme ad una cordata di imprenditori cremaschi, acquista la squadra e la riporta subito in Serie D. Nella massima competizione riservata ai calciatori dilettanti il Pergocrema (tornato dal 2002 a chiamarsi così) è subito in lizza per la promozione in Serie C2, e l'agognato ritorno tra i professionisti avviene al termine della stagione 2004-2005 quando il Pergo, guidato dai gol del bomber "pittore" Pierpaolo Curti, conquista la promozione al termine del match contro il Trentino all'ultima giornata.
 Pergocrema - Pavia 
Pergocrema: Righi, Marconi, Ragnoli, Finetti (69' Lomi), Bombardieri, Veron (74' Crisopulli), Sambugaro, Boscolo, Gusmini (78' Galli), Andreini, Facchetti. Allenatore: Sannino.
Pavia: Cantele, Stefanini (57' D'Agostino), Belotti, Todeschini, Bonacina (46' Petresini), Carbone, Mandorlini, Giaccherini, Torri, De Vincenziis (60' De Stefano). Allenatore: Mangone.
Arbitro: Baracani di Firenze.
Marcatori: 9' Andreini, 31' Ragnoli, 55' Facchetti.
Spettatori: 2 200.
Dopo aver disputato, al termine della stagione 2006-2007, la finale play-off contro il Lecco, senza riuscire a compiere il salto di categoria (0-1 a Crema, 1-1 a Lecco), nella stagione sportiva 2007-2008 disputa il terzo campionato consecutivo di Serie C2 dopo il ritorno tra i professionisti.
Nell'estate del 2007, il giovane imprenditore bergamasco Stefano Bergamelli rileva la quota di maggioranza delle azioni del Pergocrema, ponendosi subito come obiettivo quello di portare in alto i colori gialloblù del Pergo. La missione viene presto compiuta: i gialloblù conquistano la Lega Pro Prima Divisione nell'ultima gara del campionato 2007-2008, grazie al successo per 3-0 (reti di Andreini, capitan Ragnoli e Facchetti) contro il Pavia, chiudendo a pari merito con il Carpenedolo, ma classificandosi primo grazie alla differenza reti.
La stagione 2008-2009 vede così il Pergocrema ai nastri di partenza della neonata Lega Pro Prima Divisione. A fronte di un girone di andata chiuso in piena zona play-out, il patron Bergamelli decide di tornare sul mercato: durante la sessione invernale, fra gli altri, arriva il giovane Jack Bonaventura (scuola Atalanta). La salvezza viene conquistata il 3 maggio, con la vittoria sul campo del Lumezzane.
Il campionato 2009-2010 inizia positivamente, tuttavia col prosieguo del torneo il Pergocrema si trova invischiato nelle zone basse della classifica, finanche a doversi giocare la permanenza nella categoria ai play-out. L'avversaria designata è la Pro Patria: sia la sfida di andata che quella di ritorno terminano con un pareggio; i cremaschi si salvano dunque grazie alla miglior posizione in classifica. Terminata la stagione, il presidente Bergamelli manifesta la sua volontà di lasciare la società, che rischia così di non iscriversi al successivo torneo. La situazione tuttavia si risolve positivamente con il passaggio della maggioranza delle quote (70%) all'imprenditore romano Manolo Bucci.
Il successivo torneo termina sulla falsariga di quello precedente, con il Pergocrema che è tenuto a giocarsi la salvezza ai play-out. L'avversaria questa volta è il Monza; i gialloblù vengono sconfitti 1-0 al Brianteo, in terra brianzola, ma nella gara di ritorno, grazie alla rete di Niccolò Galli (autore anche del gol-salvezza contro la Pro Patria nella stagione precedente), ottengono la salvezza grazie al miglior piazzamento in classifica al termine della stagione regolare. Il torneo viene comunque ricordato per la vittoria casalinga nel sentito derby contro la Cremonese (1º maggio 2011).
Poco dopo la conquista della salvezza, Manolo Bucci annuncia di non poter più amministrare la società, a causa della distanza e dei troppi impegni lavorativi personali. In seguito all'iscrizione al successivo campionato, il sodalizio viene rilevato dall'imprenditore laziale Sergio Briganti, che a capo di una cordata rileva la totalità delle quote societarie. L'inizio di campionato è positivo, con 18 punti nelle prime 7 partite il Pergocrema conquista temporaneamente la testa della classifica. Tuttavia, il successivo crollo porta la squadra fuori dalla zona play-off, coinvolgendola addirittura nella lotta salvezza. Nel corso della stagione emergono inoltre gravi problemi economici in seno alla società, che portano a cinque punti di penalizzazione.. Nonostante ciò, seppur tra alti e bassi, la squadra ottiene nuovamente la salvezza, alla penultima giornata di campionato.

### Fallimento e rifondazione: l'era Fogliazza (2012-2024)
La salvezza conquistata sul campo è tuttavia vanificata dalla crisi societaria: nel giugno 2012 il Pergocrema 1932, che un mese prima si era peraltro visto rifiutare il versamento di una tranche del controvalore dei diritti televisivi, è dichiarato fallito e radiato dalla Federcalcio, cessando così le attività.
La tradizione sportiva gialloblù viene però salvaguardata dall'intervento di Cesare Fogliazza, proprietario del Pizzighettone, che trasferisce a Crema la propria sede, modifica i colori sociali e muta denominazione in Unione Sportiva Pergolettese 1932 (avvalendosi di un marchio registrato poco prima e concessogli in uso da Mario Macalli, presidente della Lega Italiana Calcio Professionistico) ponendosi in continuità col cessato Pergocrema.
Inserita nel girone B di Serie D, la Pergolettese lo vince e sale in Lega Pro Seconda Divisione; il campionato seguente non è tuttavia all'altezza e già nel 2014 la squadra gialloblù retrocede tra i dilettanti.
Nel luglio 2016 la massima carica sociale passa da Andrea Micheli (collaboratore di Fogliazza già ai tempi del Pizzighettone) al vice-presidente Massimiliano Marinelli.
Nella stagione 2016-2017 la Pergolettese debutta con otto vittorie consecutive nelle prime otto giornate del girone B (un record nella storia della società), issandosi pertanto al primo posto solitario nel raggruppamento. Un successivo calo di rendimento consente tuttavia al Monza di rimontare e superare i gialloblù, che concludono la stagione regolare al terzo posto e successivamente perdono la semifinale dei play-off di ripescaggio contro la Virtus Bergamo.
Nella stagione 2017-2018 il Crema, appena promosso in Serie D dall'Eccellenza, viene inquadrato insieme al Pergo nel girone B, riproponendo pertanto (dopo 42 anni d'assenza) il derby di Crema. Lo stesso derby viene sorteggiato ai trentaduesimi della Coppa Italia Serie D 2017-2018. I tre confronti stagionali vedono sempre vincente i nerobianchi: all'andata per 2-0, al ritorno per 1-0 e in Coppa per 9-8 ai calci di rigore (dopo l'1-1 dei tempi giocati). L'annata vede la Pergolettese pressoché sempre stabile nelle prime posizioni del girone: la stagione regolare viene chiusa al quarto posto assoluto, qualificandosi ai play-off che vincerà in finale contro il Darfo Boario. Pur avendo una posizione prelatoria per l'eventuale ripescaggio, i gialloblù decidono di non pagare la tassa a fondo perduto necessaria per entrare in graduatoria, restando pertanto in Serie D.
Nella stagione seguente la Pergolettese, affidata al tecnico Ivan Del Prato, inizia il campionato con fatica: a novembre i punti di distacco dalla capolista Modena sono 9: insoddisfatta, la società esonera Del Prato e lo sostituisce con l'allenatore degli Allievi Matteo Contini, che nella stagione precedente aveva terminato la propria carriera di giocatore in maglia gialloblù. La scelta rivitalizza la squadra, che comincia ad inanellare una lunga striscia di risultati positivi: a gennaio arriva l'aggancio al Modena al primo posto, seguito a stretto giro dal sorpasso. Alla quartultima giornata del girone D il Pergo si ritrova con 6 lunghezze di vantaggio sugli emiliani, ma un calo di rendimento della parte cremasca permette al Modena di controrimontare: al termine della stagione regolare le due squadre si trovano appaiate a 73 punti. Ai sensi del regolamento la promozione viene pertanto messa in palio tramite uno spareggio in campo neutro: il 12 maggio 2019, allo stadio Silvio Piola di Novara, la Pergolettese sconfigge per 2-1 il Modena, risalendo nel professionismo dopo 5 anni di assenza.
 Pergolettese - Modena 
Pergolettese: Stucchi, Lucenti, Fabbro, Bakayoko, Villa, Manzoni (74′ Piras), Panatti (83′ Schiavini), Fanti, Franchi (83′ Gullit), Bortoluz (74′ Cazzamalli), Morello. Allenatore: Contini.
Modena: Piras, Bellini, Gozzi, Perna, Cortinovis (81′ Spaviero), Rabiu, Pettarin (46′ Loviso), Duca (70′ Calamai), Montella (62′ Letizia), Ferrario, Baldazzi (89' Sansovini). Allenatore: Bollini.
Arbitro: Emmanuele di Pisa.
Marcatori: 13' Morello, 20' Bortoluz (A), 39' Franchi.
Spettatori: 5 500.
Dopo l'approdo in Serie C, la Pergolettese conquista al primo anno (Stagione 2019-20) la salvezza battendo la Pianese nel doppio scontro ai play-out. Nel 2020-21la salvezza diretta arriva grazie al 15º posto e ai 44 punti conquistati.
Le due successive stagioni rappresentano un notevole passo avanti nella storia della Pergolettese, che per la prima volta raggiunge i play-off per la promozione in Serie B: nel 2021-22 i gialloblu concludono il campionato al decimo posto, dove vengono eliminati dalla Pro Vercelli, mentre nel 2022-23 un'ultima parte di stagione segnata da numerose vittorie porta il Pergo dalla zona retrocessione ai play-off, conquistati all'ultima giornata. Al primo turno è il Padova a estromettere il team cremasco dalla corsa alla Serie B. Anche nel 2023-24 la Pergolettese conserva la categoria, evitando i play-out grazie a una vittoria all'ultima giornata. A campionato concluso, la scomparsa di Cesare Fogliazza chiude simbolicamente un'era.

## Colori e simboli

### Colori
Storicamente la selezione della Pergolettese ha adottato quali colori sociali il giallo e il blu: fece eccezione la parentesi 1994-2002, allorché l'allora Cremapergo (nome che marcò la fallita fusione con il Crema) utilizzò congiuntamente i propri colori storici e il bianco e nero dei rivali concittadini, per poi passare al giallonero.
| Anni      | Colori                            | Denominazione                   |
| --------- | --------------------------------- | ------------------------------- |
| 1932-1975 |                                   | Unione Sportiva Pergolettese    |
| 1975-1982 |                                   | Unione Sportiva Pergocrema 1932 |
| 1982-1994 | Unione Sportiva Pergocrema        |                                 |
| 1994-2002 |                                   | Unione Sportiva Cremapergo 1908 |
| 2002-2012 |                                   | Unione Sportiva Pergocrema 1932 |
| 2012-     | Unione Sportiva Pergolettese 1932 |                                 |

### Simboli ufficiali

#### Stemma
Lo stemma consiste di uno scudo svizzero giallo sbarrato di blu: nella fascia diagonale è contenuto il nome Pergolettese, mentre nei cantoni gialli sono riportati la forma societaria (in alto a sinistra) e l'anno di fondazione (in basso a destra). Il medesimo disegno (diverso solamente a livello di epigrafi) era precedentemente adottato dal Pergocrema.

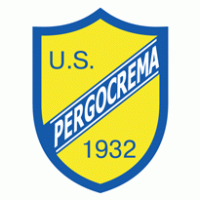
Logo storico del Pergocrema, utilizzato dal 1975 al 1995, e dal 2002 al 2011
Stemma della città di Crema, utilizzato sulle maglie durante la denominazione Cremapergo
Restyling dello storico logo, in uso nella stagione 2011-2012
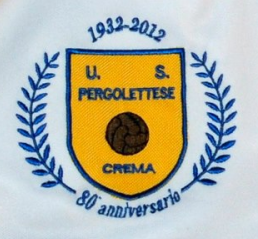
Logo utilizzato sulle maglie celebrative dell'80º anniversario della fondazione
Logo della Pergolettese in uso dal 2012

#### Inno
L'inno ufficiale della Pergolettese si intitola La Fede è Gialloblu di Alessandro Maria Bosio, pubblicato il 18 maggio 2019.

## Strutture

### Stadio
Nei primi anni dopo la fondazione il campo da gioco è stato il velodromo Pierino Baffi.
La Pergolettese gioca i suoi incontri casalinghi presso lo stadio Giuseppe Voltini di Crema, principale arena scoperta cittadina, capace di 4 100 posti a sedere. L'impianto è stato ampiamente ristrutturato nel 2005 e successivamente nell'estate del 2008, a seguito delle promozioni del Pergocrema in Serie C2 e in Lega Pro Prima Divisione.
Nel 1968 lo stadio rimase più di un anno chiuso per il riassetto del terreno di gioco. Le gare venivano disputate presso il polisportivo di Santa Maria della Croce.

### Centro di allenamento
Il centro di allenamento del club cremasco è il centro sportivo Aldo Bertolotti sito in via Serio a Crema. Di proprietà del comune, grazie ad una concessione rinnovata nel 2017 è gestito dalla società gialloblù.

## Società

### Organigramma societario
Dal sito internet ufficiale della società.
- Massimiliano Marinelli - Presidente
- Vincenzo Iacopino - Direttore generale
- Anna Micheli - Segreteria
- Guerrino Bussi - Team Manager e dirigente accompagnatore
- Giuseppe Walter Pellegrini - Addetto Stampa
- Filippo Giuliani - Responsabile settore giovanile
- Davide Tosetti - Segreteria settore giovanile

### Sponsor
Di seguito l'elenco dei fornitori tecnici e degli sponsor ufficiali.
| Cronologia degli sponsor tecnici - 1975-1977 Prince of Wales - 1977-1982 Adidas - 1982-1984 ... - 1984-1986 Ennerre - 1986-1988 Puma - 1988-1992 Gazelle - 1992-1994 Umbro - 1994-2001 ... - 2001-2005 Erreà - 2005-2008 Sportika - 2008-2011 Lotto - 2011-2012 Navaho Sportswear - 2012-2016 Garman - 2016- Joma | Cronologia degli sponsor ufficiali - 1984-1985 Fapes - 1985-1986 Casalogo - 1986-1988 Filipponi Mobili - 1988-1989 Audiola - 1989-1990 Nessuno sponsor - 1990-1991 Honyvem - 1991-1993 Majestic - 1993-1994 Euroelettrica - 1994-1996 Pama Prefabbricati - 1996-1998 Colmark - 1998-2000 Alta Serbatoi - 2000-2001 Nessuno sponsor - 2001-2003 Bella Lodi - 2003-2004 Pama Prefabbricati - 2004-2005 Ferla - 2005-2006 Prean - 2006-2007 Valfer - 2007-2011 Ferla - 2011-2012 Ac-lan Telecomunicazioni - 2012-2013 Quotidia - 2013-2016 GaGà Milano - 2017- Bowling Pegaso |

### Settore giovanile
La Pergolettese dispone di un settore giovanile composto da formazioni che disputano i campionati Primavera 3, Berretti, under-17, under-16, under-15, under-14, under-13, under-7, under-8, under-9 e under-10.
I migliori successi ottenuti dalle giovanili gialloblù sono 4 vittorie del Trofeo Dossena nel 1977, nel 1978, nel 1980 e nel 1991.

## Allenatori e presidenti
- 1932-1935 ...
- 1935-1939  Felice Madeo
- 1939-1940  Felice Madeo (1ª-?ª)
 Attilio Braguti (?ª-?ª)
- 1940-1946  Felice Madeo
- 1946-1947  Cazzamalli I
- 1947-1952  Felice Madeo
- 1952-1953  Scorsetti
- 1953-1954  Angelo Piloni
- 1954-1955  Giovanni Moretti
- 1954-1955  Casati
- 1955-1956  Casati (1ª-?ª)
 Guido Dossena (?ª-30ª)
- 1956-1958  Angelo Piloni
- 1958-1960  Vincenzo De Angeli
- 1960-1963  Angelo Piloni
- 1963-1964  Giuseppe Della Frera (1ª-?ª)
 Angelo Piloni (?ª-30ª)
- 1964-1965  Piero Provezza (allenatore-giocatore)
- 1965-1966  Piero Provezza (1ª-?ª)
 Angelo Piloni (?ª-30ª)
- 1966-1970  Franco Papini
- 1970-1975  Franco Papini e  Giuseppe Della Frera
- 1975-1976  Franco Papini
- 1976-1979  Giorgio Veneri
- 1979-1980  Giorgio Veneri (1ª-21ª)
 Paolo Canevari (22ª-34ª)
- 1980-1981  Stefano Angeleri
- 1981-1982  Giorgio Maestroni (1ª-11ª)
 Ambrogio Pelagalli (12ª-34ª)
- 1982-1983  Ambrogio Pelagalli
- 1983-1984  Carlo Soldo (precampionato)
 Orlando Rozzoni (1ª-9ª)
 Carlo Soldo (10ª-34ª)
- 1984-1985  Carlo Soldo
- 1985-1986  Vincenzo Simonato
- 1986-1987  Vincenzo Simonato (1ª-8ª)
 Carlo Soldo (9ª-34ª)
- 1987-1988  Adriano Cadregari (precampionato)
 Augusto Bolli (1ª-10ª)
 Ernesto Villa (11ª-25ª)
 Adriano Cadregari (26ª-34ª)
- 1988-1989  Giovanni Ardemagni (1ª-15ª)
 Giuseppe Valsecchi (16ª-19ª)
 Piero Provezza (20ª-?ª)
 Giovanni Ardemagni (?ª-34ª)
- 1989-1990  Adriano Cadregari (1ª-30ª)
 Roberto Andreini (31ª-34ª)
- 1990-1992  Giorgio Veneri
- 1992-1993  Battista Rota (1ª-7ª)
 Vincenzo Secchi (8ª-10ª)
 Guerrino Rossi (11ª-12ª)
 Natalino Fossati (13ª-26ª)
 Vincenzo Secchi (27ª-34ª)
- 1993-1994  Vincenzo Secchi (1ª-8ª)
 Luciano Zanchini (9ª-34ª)
- 1994-1995  Luciano Zanchini (1ª-23ª)
 Franco Vannini (23ª-34ª)
- 1995-1996  Luciano Vescovi (1ª-4ª)
 Maurizio Simonato (5ª-9ª)
 Luciano Vescovi (10ª-16ª)
 Maurizio Lucchetti (17ª)
 Luciano Vescovi (18ª-20ª)
 Maurizio Lucchetti (21ª-24ª)
 Maurizio Lucchetti e  Ambrogio Pelagalli (25ª-34ª e play-out)
- 1996-1997  Antonio Pasinato (precampionato)
 Antonio Vettore (1ª-12ª)
 Maurizio Lucchetti (13ª-34ª)
- 1997-1998  Lorenzo Ciulli (1ª-18ª)
 Franco Vannini (19ª-25ª)
 Maurizio Lucchetti (26ª-34ª e play-out)
- 1998-1999  Gianpaolo Chierico (1ª-8ª)
 Nazario Gatti (9ª-11ª)
 Adriano Piraccini (12ª-21ª)
 Viviano Guida (22ª-32ª)
 Nazario Gatti (33ª-34ª)
- 1999-2000  Gian Marco Remondina (1ª-9ª)
 Giancarlo Rodolfi (10ª-15ª)
 Andrea Pensabene (16ª-28ª)
 Fiorenzo Albertini (29ª-34ª)
- 2000-2001  Sandro Mutti (1ª-11ª)
 Gianni Rosignoli (12ª-14ª)
 Antonio Tursi (15ª)
 Mauro Spoldi (16ª-30ª)
- 2001-2003  Maurizio Lucchetti
- 2003-2004  Maurizio Tassi (1ª-15ª)
 Domenico Tassiero (16ª-34ª)
- 2004-2006  Marco Falsettini
- 2006-2007  Maurizio Braghin
- 2007-2008  Giuseppe Sannino
- 2008-2009  Daniele Fortunato (1ª-7ª)
 Oscar Piantoni (8ª-34ª)
- 2009-2010  Claudio Rastelli (1ª-13ª)
 Roberto Bonazzi e  Alessandro Scanziani (14ª-21ª)
 Claudio Rastelli (22ª-34ª e play-out)
- 2010-2011  Agenore Maurizi
- 2011-2012  Fabio Brini
- 2012-2013  Roberto Venturato
- 2013-2014  Alessio Tacchinardi (1ª-4ª)
 Marco Lucchi Tuelli[29] (5ª)
 Salvatore Giunta (6ª-24ª)
 Aldo Firicano (25ª-34ª)
- 2014-2015  Roberto Venturato
- 2015-2016  Alessio Tacchinardi
- 2016-2017  Pierpaolo Curti
- 2017-2018  Pierpaolo Curti (1ª-17ª)
 Tiziano Lunghi[29] (18ª)
 Luciano De Paola (19ª-36ª e play-off)
- 2018-2019  Ivan Del Prato (1ª-8ª)
 Matteo Contini (9ª-34ª e spareggio)
- 2019-2020  Matteo Contini (1ª-14ª)
 Fiorenzo Albertini (15ª-18ª)
 Fiorenzo Albertini e  Gianni Piacentini (19ª-27ª)
 Matteo Contini e  Gianni Piacentini (play-out)
- 2020-2021  Matteo Contini (1ª-10ª)
 Luciano De Paola (11ª-35ª)
 Fiorenzo Albertini (36ª-38ª)
- 2021-2022  Stefano Lucchini (1ª-29ª)
 Giovanni Mussa (30ª-38ª e play-off)
- 2022-2023  Giovanni Mussa (precampionato)
 Alessandro Fabbro (1ª-5ª)
 Alberto Villa (6ª-38ª e play-off)
- 2023-2024  Matteo Abbate (1ª-26ª)
 Giovanni Mussa (27ª-38ª)
- 2024-2025  Giovanni Mussa (1ª-8ª)
 Giacomo Curioni (9ª-38ª)

- 1932-1934  Dafne Bernardi
- 1934-1943  Enrico Gorla
- 1945-1950  Mario Riboli
- 1950-1952  Enrico Gorla
- 1952-1954  Mario Riboli
- 1954-1956  Giuseppe Spiaggia
- 1956-1958  Socrate Confortini
- 1958-1960  Mario Riboli
- 1960-1968  Giuseppe Feretti
- 1968-1973  Mario Riboli
- 1973-1985  Arnaldo Rimoldi
- 1985-1994  Erasmo Andreini
- 1994-2000  Luigi Bianchi
- 2000-2005  Massimiliano Aschedamini
- 2005-2010  Stefano Bergamelli
- 2010-2011  Manolo Bucci
- 2011-2012  Sergio Briganti
- 2012-2016  Andrea Micheli
- 2016-  Massimiliano Marinelli

## Calciatori

### Capitani
- ... (1932-1953)
- Angelo Piloni (1953-1954)
- ... (1954-1966)
- Tarcisio Cantoni (1966-1967)
- ... (1967-1970)
- Paolo Canevari (1970-1972)
- ... (1972-1977)
- Giuseppe Mazzoleri (1977-1979)
- ... (1979-1983)
- Marino Bracchi (1983-1985)
- Patrizio Di Stefano (1985-1986)
- ... (1986-1987)
- Mauro Pernarella (1987-1989)

- ... (1989-2007)
- Stefano Ragnoli (2007-2009)
- Giuseppe Le Noci (2009-2010)
- Daniele Ghidotti (2010-2011)
- Fabrizio Romondini (2011-2012)[30]
- Giuseppe Lolaico (2012)
- Mario Scietti (2012-2016)
- Alessio Manzoni (2016-2020)
- Luca Villa (2020-2023)
- Davide Bariti (2023-2024)
- Mariano Arini (2024-)

### Contributo alle Nazionali
Questa sezione riporta un elenco dei calciatori italiani scesi in campo nella nazionale maggiore e nelle varie rappresentative durante la loro militanza nella Pergolettese.
- Simone Ghidotti, 3 presenze (2019) -  Italia U-20
- Alexander Satariano, 4 presenza, 1 gol (2022) -  Malta
- Salim Abubakar, 1 presenza (2024) -   Niger

## Palmarès

### Competizioni interregionali
- Serie C2: 2

1978-1979 (girone B), 2007-2008 (girone A)
- Serie D: 4

1975-1976 (girone B), 2004-2005 (girone D), 2012-2013 (girone B), 2018-2019 (girone D)

### Competizioni regionali
- Eccellenza: 1

2001-2002 (girone C)
- Prima Categoria: 1

1966-1967 (girone D)
- Seconda Categoria: 1

1962-1963 (girone H)

### Competizioni giovanili
- Trofeo Dossena: 4

1977, 1978, 1980, 1991
- Campionato Primavera 4: 1

2022-2023 (girone C)

### Altri piazzamenti
- Serie C2:

Terzo posto: 2006-2007 (girone A)
- Serie D:

Secondo posto: 1967-1968 (girone B), 1968-1969 (girone B)
Terzo posto: 1969-1970 (girone B), 2016-2017 (girone B)
- Prima Categoria:

Secondo posto: 1963-1964 (girone E),
- Prima Divisione:

Secondo posto: 1953-1954 (girone L), 1956-1957 (girone L), 1957-1958 (girone B)
- Seconda Categoria:

Secondo posto: 1960-1961 (girone L)
- Seconda Divisione:

Secondo posto: 1949-1950 (girone B), 1950-1951 (girone F)
- Supercoppa di Lega Serie C2:

Terzo posto: 2008
- Scudetto Serie D:

Semifinalista: 2018-2019
- Coppa Italia Dilettanti Lombardia:

Finalista: 2001-2002

## Statistiche e record

### Partecipazione ai campionati
Campionati nazionali
| Livello | Categoria                  | Partecipazioni | Debutto   | Ultima stagione | Totale |
| ------- | -------------------------- | -------------- | --------- | --------------- | ------ |
| 3º      | Serie C                    | 8              | 1976-1977 | 2024-2025       | 13     |
| 3º      | Serie C1                   | 1              | 1979-1980 | 1979-1980       | 13     |
| 3º      | Lega Pro Prima Divisione   | 4              | 2008-2009 | 2011-2012       | 13     |
| 4º      | Serie C2                   | 23             | 1978-1979 | 2007-2008       | 38     |
| 4º      | Lega Pro Seconda Divisione | 1              | 2013-2014 | 2013-2014       | 38     |
| 4º      | Serie D                    | 14             | 1967-1968 | 2018-2019       | 38     |
| 5º      | Serie D                    | 5              | 1999-2000 | 2012-2013       | 5      |

La Pergolettese ha partecipato complessivamente a 56 campionati organizzati dalle leghe nazionali della FIGC. Sono 37 le annate considerate professionistiche ai sensi delle NOIF in tema di tradizione sportiva cittadina. Con 24 partecipazioni, la Pergolettese è al primo posto, insieme alla Pro Vercelli, per quanto riguarda la speciale classifica sulle presenze nel campionato di Serie C2/Lega Pro Seconda Divisione.
Campionati regionali
| Livello | Categoria         | Partecipazioni | Debutto   | Ultima stagione | Totale |
| ------- | ----------------- | -------------- | --------- | --------------- | ------ |
| I       | Prima Divisione   | 3              | 1945-1946 | 1951-1952       | 13     |
| I       | Promozione        | 2              | 1954-1955 | 1955-1956       | 13     |
| I       | Prima Categoria   | 4              | 1963-1964 | 1966-1967       | 13     |
| I       | Eccellenza        | 2              | 2000-2001 | 2001-2002       | 13     |
| II      | Prima Divisione   | 5              | 1952-1953 | 1958-1959       | 11     |
| II      | Seconda Divisione | 2              | 1949-1950 | 1950-1951       | 11     |
| II      | Seconda Categoria | 4              | 1959-1960 | 1962-1963       | 11     |

La Pergolettese ha partecipato complessivamente a 24 campionati regionali organizzati dalla FIGC.

### Partecipazione alle coppe
| Competizione                    | Partecipazioni | Debutto   | Ultima stagione | Totale |
| ------------------------------- | -------------- | --------- | --------------- | ------ |
| Coppa Italia                    | 2              | 2008-2009 | 2009-2010       | 2      |
| Coppa Italia Semiprofessionisti | 6              | 1973-1974 | 1980-1981       | 36     |
| Coppa Italia Serie C            | 25             | 1981-1982 | 2024-2025       | 36     |
| Coppa Italia Lega Pro           | 5              | 2008-2009 | 2013-2014       | 36     |
| Coppa Italia Serie D            | 10             | 1999-2000 | 2018-2019       | 10     |
| Supercoppa di Lega di Serie C2  | 1              | 2008      | 2008            | 1      |
| Poule Scudetto                  | 3              | 2004-2005 | 2018-2019       | 3      |

### Statistiche di squadra
- Pergocrema-Rhodense 5-0 (C2 1984-1985)
- Pergolettese-Padova 5-0 (C 2022-2023)

Vittoria più larga in trasferta
- Audace-Pergocrema 0-4 (C2 1978-1979)
- Pavia-Cremapergo 0-4 (C2 1996-1997)

Sconfitta più pesante in casa
- Pergocrema-Trapani 0-5 (Lega Pro Prima Divisione 2011-2012)

Sconfitta più pesante in trasferta
- Fanfulla-Pergocrema 6-0 (C2 1982-1983)
- Feralpisalò-Pergolettese 6-0 (C 2021-2022)

Pareggio con il maggior numero di reti
- Ospitaletto-Pergocrema 4-4 (C2 1993-1994)

Partita con il maggior numero di reti in assoluto
- Pergocrema-Lecco 5-4 (C2 1990-1991)

Altri record di squadra
- Maggior numero di vittorie consecutive da inizio campionato: 8 - (Serie D 2016-2017).

Serie aperta il 4 settembre 2016: Pergolettese-Pontisola 2-1
Serie chiusa il 30 ottobre 2016: Ciserano-Pergolettese 2-1

### Statistiche individuali
Aggiornata al 3 maggio 2024.
| Record di presenze - 361 Dino Imberti (1957-1972) - 291 Franco Foresti (1969-1979) - 265 Natalino Ghiozzi - 255 Pierino Bonizzoni - 248 Abelino Gritti - 225 Clemente Togni - 221 Stefano Ragnoli (1994-1998, 2005-2009) - 213 Luca Villa (2017-2023) - 212 Giuseppe Rugginenti (1981-1991) - 201 Paolo Canevari - 201 Giuseppe Mazzoleri (1976-1981) - 200 Paolo Ferrari (1963-1971) | Record di reti - 52 Giuseppe Cantoni - 37 Emilio Rossi (1977-1982) - 33 Giuseppe Mazzoleri (1975-1981) - 33 Carlo Ferrario (2017-2018) - 31 Patrizio Di Stefano (1983-1986) |

| Record di presenze tra i professionisti - 221 Stefano Ragnoli (1994-1998, 2005-2009) - 212 Giuseppe Rugginenti (1981-1991) - 185 Enrico Colnaghi (1985-1991) - 176 Tiberio Terzi (1978-1993) - 169 Franco Cornaro (1980-1985) - 169 Giuseppe Mazzoleri (1976-1981) - 160 Pierino Bonizzoni (1976-1982) - 152 Roberto Venturato (1987-1993) - 150 Mariano Arini (2021-) - 139 Luca Villa (2019-2023) - 139 Davide Bariti (2020-2024) - 135 Gianluca Coti (1991-1995, 2007-2008) - 130 Emilio Rossi (1977-1982) - 125 Paolo Aresi (1994-1998) - 121 Giovanni Pirola (1977-1981) - 118 Italo Groppi (1983-1989) - 116 Filippo Sambugaro (2005-2009) - 116 Andrea Marconi (2005-2010) - 116 Giuseppe Gardoni (1983-1989) - 114 Alberto Gramignoli (1978-1984) - 113 Alessandro Lambrughi (2021-) - 112 Giuseppe Giaveri (1981-1987) - 111 Andrea Federici (1994-1995, 1996-1998, 2008-2010) - 111 Kevin Marcillo Varas (2020-2023) - 105 Walter Moneta (1979-1983) - 102 Lorenzo Mandelli (1976-1983) | Record di reti tra i professionisti - 37 Emilio Rossi (1977-1982) - 31 Patrizio Di Stefano (1983-1986) - 29 Giuseppe Mazzoleri (1976-1981) - 28 Mauro Pernarella (1986-1989) - 27 Giuseppe Le Noci (2008-2010) - 27 Lorenzo Crocetti (2005-2008, 2009-2010) - 22 Luciano Ferla (1979-1983) - 22 Kevin Marcillo Varas (2020-2023) - 17 Roberto Putelli (1987-1990) - 17 Mattia Morello (2019-2022) - 16 Cristian Polidori (1990-1991) - 16 Vincenzo Garofalo (1995-1998) - 16 Gianluca Coti (1991-1995, 2007-2008) - 13 Eustachio Albanese (1978-1982) - 13 Mauro Lussana (1976-1979) - 13 Rocco Parente (1993-1998) - 13 Filippo Sambugaro (2005-2009) - 13 Roberto Venturato (1987-1993) - 13 Davide Bariti (2020-2024) - 13 Daniel Tonoli (2022-2025) - 12 Massimo Sala (1993-1994) - 12 Christian Araboni (1998-1999, 2008-2009) - 12 Giuseppe Guerrini (1976-1979) - 12 Walter Moneta (1979-1983) |

Altri record individuali
- Maggior numero di marcature stagionali:  Carlo Ferrario, 33 gol (stagione 2017-2018).
- Maggior numero di marcature in una singola stagione di campionato:  Carlo Ferrario, 30 gol (Serie D 2017-2018).
- Maggior media realizzativa in una singola stagione di campionato:  Giuseppe Cattaneo, media gol a partita 1,00[31] (Seconda Categoria Lombarda 1960-1961).
- Maggior numero di marcature in una singola partita:  Cecilio Scorsetti, 4 gol (Pergocrema 4-1 Mira, Serie C2 1984-1985).

## Tifoseria

### Storia
Storicamente riconosciuta come una tifoseria molto calda, nel corso del tempo sulle gradinate del Voltini si sono susseguiti diversi gruppi di tifosi organizzati. Tra i più famosi, si possono ricordare le Brigate, i Commandos, i Cannyballs, gli Ultras Pergo 93 e gli Stoned Again.
Agli albori la tifoseria si contraddistinse da subito per una forte e accesa rivalità con l'allora più nobile formazione cittadina, il Crema, a espressione proprio di una diversa appartenenza. In risposta, i cremaschi del centro chiamavano quelli del quartiere Pergoletto Cannibali, appellativo che resiste ancora oggi e che è divenuto caratteristico per definire la tifoseria della Pergolettese.
Negli anni il tifo dei cannibali si rivela sempre acceso e sanguigno, specialmente con la crescita della squadra a partire dagli anni settanta, che vedono i gialloblù scalare i campionati, passando da quelli zonali-regionali all'approdo in C per la prima volta al termine della stagione 1975-1976, un anno dopo aver cambiato la denominazione da Pergolettese a Pergocrema. L'ala più calda della tifoseria prende da subito posto nella curva sud dello stadio Voltini, dove ancora oggi si posiziona. Nel 1974 nasce il primo gruppo organizzato, i Commandos.
In quel periodo nascono i primi club di tifosi organizzati con sede ovviamente al Pergoletto, gruppi che prendono a seguire con costanza anche in trasferta la squadra. In questo periodo nasce anche il gruppo ultras organizzato in maniera stabile con denominazione Brigate, mentre alla metà degli anni Ottanta nascono i Cannyballs. Degli anni novanta sono invece gli Ultras Pergo 93.
Negli anni novanta la società conosce una repentina discesa che la porta a evitare di un soffio la caduta nel campionato di Promozione: la tifoseria si stacca completamente dalla squadra, in aperta contestazione con la proprietà del tempo che faceva capo ai fratelli Bianchi, provenienti dal bresciano. Con l'avvento del nuovo millennio la società gialloblù trova nuova linfa, riuscendo a risalire di categoria e a catalizzare l'interesse della tifoseria che si ricompatta attorno a un nuovo gruppo guida, gli Stoned Again.
Dopo il fallimento e la rinascita la Curva viene guidata da due gruppi: i Ragazzi della Sud e il Gruppo Storico.

### Gemellaggi e rivalità
La tifoseria della Pergolettese è gemellata dal 1979 con quella del Piacenza, con la quale condivide la rivalità nei confronti della Cremonese.
Rapporti di amicizia o semplice rispetto intercorrono con le tifoserie dell'Atalanta, del Benevento, della Nuorese e (al di fuori dell'Italia) con i supporters belgi dell'Union Saint-Gilloise.
Forte e storica è la rivalità con la Cremonese e con il Crema. 
Altre rivalità sussistono con le tifoserie del Mantova, della Pro Patria, del Trento, del Fanfulla, del Sant'Angelo e del Lecco.

## Organico

### Rosa 2025-2026
Aggiornata al 16 agosto 2025.
| N. |                   | Ruolo | Calciatore               |
| -- | ----------------- | ----- | ------------------------ |
| 1  | Italia (bandiera) | P     | Lorenzo Cordaro          |
| 3  | Italia (bandiera) | D     | Jacopo Antolini          |
| 4  | Italia (bandiera) | C     | Mariano Arini (capitano) |
| 6  | Italia (bandiera) | C     | Salvatore Dore           |
| 7  | Italia (bandiera) | A     | Giacomo Tomaselli        |
| 9  | Italia (bandiera) | A     | Sean Parker              |
| 10 | Italia (bandiera) | A     | Daniele Ferrandino       |
| 11 | Italia (bandiera) | A     | Niccolò Corti            |
| 12 | Italia (bandiera) | P     | Emanuele Finardi         |
| 13 | Italia (bandiera) | D     | Mattia Benvenuto         |
| 14 | Italia (bandiera) | D     | Alessandro Lambrughi     |
| 15 | Italia (bandiera) | D     | Edoardo Stante           |
| 20 | Italia (bandiera) | C     | Marco Tremolada          |
| 21 | Italia (bandiera) | C     | Samuele Careccia         |
| 22 | Italia (bandiera) | P     | Filippo Doldi            |

| N. |                   | Ruolo | Calciatore           |
| -- | ----------------- | ----- | -------------------- |
| 26 | Italia (bandiera) | D     | Abdoul Bane          |
| 33 | Italia (bandiera) | D     | Mattia Capoferri     |
| 72 | Italia (bandiera) | D     | Andrea Padalino      |
| 77 | Italia (bandiera) | A     | Gabriele Pessolani   |
| 80 | Italia (bandiera) | C     | Zaid Jaouhari        |
| 99 | Italia (bandiera) | A     | Nicola Anelli        |
|    | Italia (bandiera) | D     | Mike Aidoo           |
|    | Italia (bandiera) | D     | Thiago Ogliari       |
|    | Italia (bandiera) | D     | Luca Roversi         |
|    | Italia (bandiera) | C     | Alessandro Albertini |
|    | Italia (bandiera) | C     | Andrea Guarnieri     |
|    | Italia (bandiera) | C     | Fabio Scarsella      |
|    | Italia (bandiera) | A     | Pawan Parmigiani     |
|    | Italia (bandiera) | A     | Nicola Pepa          |

### Staff tecnico
- Giacomo Curioni - Allenatore
- Michele Cremonesi - Vice allenatore
- Gianni Piacentini - Preparatore atletico
- Marvin Vigani - Preparatore atletico
- Gabriele Visioli - Preparatore atletico
- Christian Raimondi Cominesi - Massaggiatore
- Antonio Lancelli - Massaggiatore
- Corrado Duri - Medico
- Guerrino Bussi - Team Manager